# Last Action Hero
Pour plus de détails, voir Fiche technique et Distribution.
Last Action Hero ou Le Dernier des héros au Québec est un film américain réalisé par John McTiernan et sorti en 1993.
Avec notamment dans les rôles principaux Arnold Schwarzenegger, Austin O'Brien et Charles Dance, et avec la participation d'Anthony Quinn, le film raconte les péripéties d'une aventure policière loufoque qui est une satire du genre des films d'action et des clichés associés, traitée sur le thème de la parodie et sous la forme d'un film contenant un film.
Last Action Hero est un échec au box-office aux États-Unis lors de sa sortie. Il réalise toutefois de bons scores dans le reste du monde avec une recette totale de 137 millions de dollars. Au fil du temps, il a acquis le statut de film culte, notamment en raison de son humour décalé et des clins d’œil à diverses œuvres et personnages de fiction populaires.

## Synopsis
Danny Madigan, un jeune garçon new-yorkais, manque régulièrement l'école pour aller au cinéma. Il est un grand fan de Jack Slater, héros d'une série de films d'action policiers incarné par Arnold Schwarzenegger. Danny vit seul avec sa mère Irene. C'est un gamin solitaire et en échec scolaire.
Nick, le vieux projectionniste du cinéma Pandora, est le seul ami de Danny. Il lui propose de venir un soir regarder en avant-première le nouvel opus de sa saga favorite, Jack Slater IV. À cette occasion, le vieil homme lui remet un ticket d'entrée magique qui, dit-il à Danny, lui a été donné jadis par le grand magicien Harry Houdini. Mais, au cours de la projection, Danny, grâce au ticket, « entre » dans le film. Il se trouve alors mêlé à une sombre intrigue policière se passant à Los Angeles, dans laquelle bons et méchants s'aperçoivent assez vite que Danny en sait beaucoup trop sur eux (car il a vu le début du film).

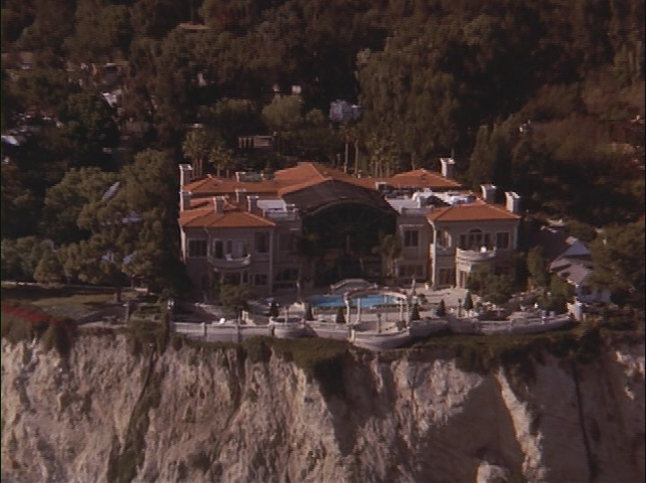
La villa de Tony Vivaldi à Malibu.

L'affaire se complique lorsque Benedict, un tueur professionnel qui travaille pour le mafieux Tony Vivaldi (qui l'a chargé d'éliminer Slater), s'empare du ticket magique. Effectuant le trajet inverse, Benedict arrive dans le monde réel. Le poursuivant, Jack Slater découvre alors qu'il n'est plus invulnérable dans ce monde-ci et qu'il doit notamment penser à recharger son pistolet. Il comprend aussi qu'il doit protéger son alter-ego — à savoir Arnold Schwarzenegger — dont la mort le supprimerait simultanément.
Enfin, Slater doit protéger Danny d'un autre méchant, le tueur en série du début du film (que Benedict a emmené avec lui dans le monde réel), quand celui-ci prend en otage le garçon pour rejouer avec lui la scène tragique qui finissait Jack Slater III, dans laquelle le fils de Slater trouvait la mort.

## Fiche technique
Sauf indication contraire, les informations mentionnées dans cette section peuvent être confirmées par la base de données cinématographiques IMDb,  présente dans la section « Liens externes ».
- Titre original et français : Last Action Hero
- Titre québécois : Le Dernier des héros
- Réalisation : John McTiernan
- Scénario : David Arnott et Shane Black, avec la participation non crédité de William Goldman, d'après une histoire de Zak Penn et Adam Leff[1]
- Musique : Michael Kamen
- Photographie : Dean Semler
- Montage : Richard A. Harris et John Wright
- Production : John McTiernan et Stephen J. Roth
- Sociétés de production : Columbia Pictures et Oak Productions
- Société de distribution : Columbia Pictures
- Format : Couleur - 35 mm - 2.35:1 - son SDDS
- Pays de production :  États-Unis
- Langue originale : anglais
- Genre : comédie policière, action, fantastique
- Durée : 130 minutes
- Dates de sortie[2] :
  - États-Unis : 18 juin 1993
  - France : 11 août 1993

## Distribution
- Arnold Schwarzenegger (VF : Daniel Beretta ; VQ : Dominique Briand) : Jack Slater / lui-même
- Austin O'Brien (VF : Adrien Antoine ; VQ : Sébastien Thouny) : Danny Madigan
- Charles Dance (VF : Gérard Berner ; VQ : Yvon Thiboutot) : Benedict
- Anthony Quinn (VF : Michel Vocoret ; VQ : Jean Fontaine) : Tony Vivaldi
- F. Murray Abraham (VF : Jean-Pierre Moulin ; VQ : Éric Gaudry) : John Persévère (« John Practise » en VO)
- Frank McRae (VF : Sady Rebbot ; VQ : Hubert Gagnon) : le lieutenant Dekker
- Tom Noonan (VF : Patrick Floersheim ; VQ : Jean-Luc Montminy) : le tueur en série / lui-même
- Robert Prosky (VF : Serge Lhorca ; VQ : Ronald France) : Nick, le projectionniste
- Mercedes Ruehl (VF : Frédérique Tirmont ; VQ : Madeleine Arsenault) : Irene Madigan
- Bridgette Wilson (VF : Françoise Dasque ; VQ : Geneviève De Rocray) : Whitney Slater / Meredith Caprice
- Art Carney (VF : Georges Berthomieu ; VQ : Hubert Fielden) : Frank
- Michael V. Gazzo (VQ : Luc Durand) : Torelli
- Ian McKellen (VF : Benoît Allemane ; VQ : Vincent Davy) : la Mort du Septième Sceau
- Professor Tanaka (en) (VF : Lionel Henry ; VQ : Stéphane Rivard) : l'asiatique costaud
- Joan Plowright (VF : Régine Blaess ; VQ : Bernadette Morin) : l'enseignante
- Tina Turner (VQ : Élizabeth Chouvalidzé) : la mairesse de Los Angeles (dans le film Jack Slater III)
- Angie Everhart (VF : Marie-Brigitte Andreï) : l'employée du vidéo-club
- Danny DeVito (VF : Emmanuel Karsen ; VQ : Jacques Lavallée) : voix de Moustache (« Whiskers » en VO)
- James Belushi (VF : Michel Derain ; VQ : Jean-Marie Moncelet) : lui-même
- Maria Shriver (VQ : Élise Bertrand) : elle-même
- Little Richard (VF : Med Hondo ; VQ : Daniel Lesourd) : lui-même
- Chevy Chase : lui-même
- Karen Duffy : elle-même
- Larry Ferguson : lui-même
- Leeza Gibbons : elle-même
- MC Hammer (VQ : Stéphane Rivard) : lui-même
- Jean-Claude Van Damme (VF : Lionel Henry ; VQ : Daniel Picard) : lui-même
- Damon Wayans : lui-même
- Sharon Stone : Catherine Tramell (caméo)
- Robert Patrick : le T-1000 (caméo)
- Wilson Phillips : le groupe de musiciennes lors des funérailles de Leo
- Patrick Flanagan (VQ : Antoine Durand) : un punk
- Donna Borghoff (VQ : Violette Chauveau) : une prostituée
- John McTiernan Sr. : l'homme au stand des cigares
- Tiffany Lynne Puhy (VF : Sophie Arthuys ; VQ : Aline Pinsonneault) : la fille qui demande un autographe
- Timothy Dalton : lui-même (caméo)
- Jeffrey Braer (VF : Sophie Arthuys ; VQ : Inti Chauveau) : Skeezo (« Skeezy » en VO)

## Production

### Genèse et développement
Le scénario original est écrit par Adam Leff et Zak Penn. Ils imaginent d'emblée Arnold Schwarzenegger dans le rôle principal. Le projet s'intitule alors Extremely Violent. Columbia acquiert le script et approche l'acteur. Ce dernier décide de rebaptiser le film Last Action Hero. Le script est ensuite réécrit par Shane Black et David Arnott pour accentuer les scènes d'action. Des réécritures sont ensuite faites par William Goldman pour étoffer les personnages. Carrie Fisher a également officié comme script doctor non créditée au générique.
La réalisation du film est proposée à Steven Spielberg, mais celui-ci préfère se concentrer sur La Liste de Schindler. Le réalisateur Robert Zemeckis a également été envisagé.

### Attribution des rôles
Alan Rickman est initialement choisi pour le rôle de Benedict, mais l'acteur demande un salaire trop important. Le rôle revient donc finalement à Charles Dance. Ce dernier révèle en interview qu'il a alors porté un t-shirt avec la mention « I'm cheaper than Alan Rickman! » (« je suis moins cher qu'Alan Rickman »). William Atherton et Timothy Dalton (qui se permet finalement un petit caméo) avaient également été envisagés.
Le rôle du cousin de Jack Slater, Frank, est incarné par Art Carney. Il s'agit d'un dernier rôle de l'acteur qui décède en 2003.
De nombreuses célébrités apparaissent brièvement, comme Little Richard, James Belushi et Jean-Claude Van Damme lors de la première de Jack Slater IV, on note également une petite apparition de Damon Wayans, future vedette des séries Ma famille d'abord et L'Arme fatale. Tori Spelling a également tourné un caméo, finalement coupé au montage, alors que Tony Curtis devait lui aussi participer.

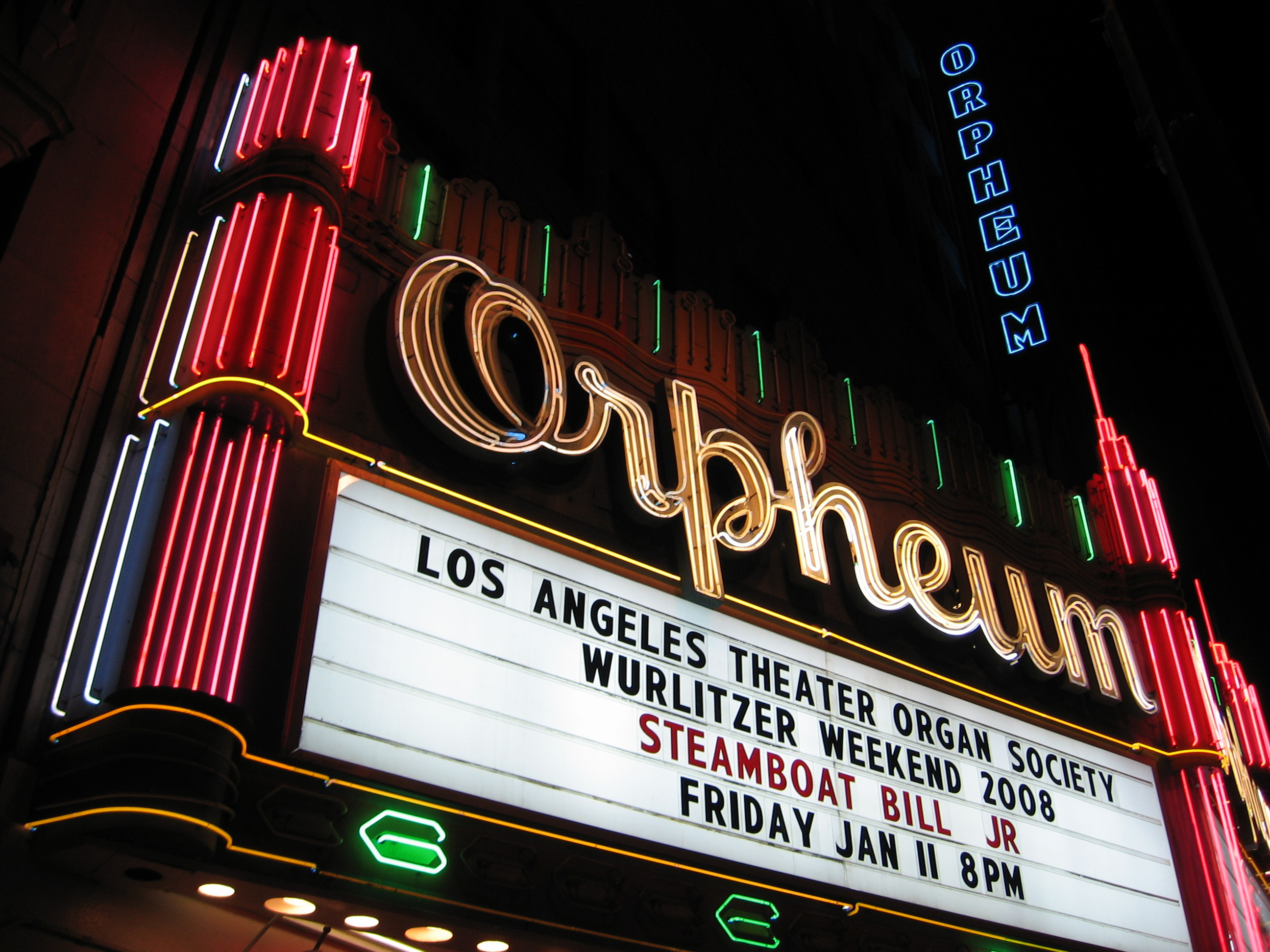
L'intérieur de lOrpheum Theatre de Los Angeles a servi de décor au film

### Tournage
Le tournage a lieu de novembre 1992 à avril 1993. Il se déroule principalement en Californie : à Los Angeles (Downtown, Studio City, Orpheum Theatre, etc.), à Malibu (maison de Tony Vivaldi, le vidéo-club), à Long Beach (Hyatt Regency Hotel, Terrace Theatre, etc.), à San Diego ou encore à Culver City (Sony Pictures Studios).
Quelques scènes sont tournées à New York, notamment l'avant-première de Jack Slater IV au RKO Twin Theatre sur Times Square.

### Musique
La musique du film est composée par Michael Kamen. De prestigieux groupes de hard rock et de heavy metal participent également à l'album de la bande originale, sorti en juin 1993.
| Liste des titres | Liste des titres     | Liste des titres                                               | Liste des titres | Liste des titres | Liste des titres | Liste des titres | Liste des titres | Liste des titres | Liste des titres |
| No               | Titre                | Interprètes                                                    | Durée            |                  |                  |                  |                  |                  |                  |
| ---------------- | -------------------- | -------------------------------------------------------------- | ---------------- | ---------------- | ---------------- | ---------------- | ---------------- | ---------------- | ---------------- |
| 1.               | Big Gun              | AC/DC                                                          | 4:24             |                  |                  |                  |                  |                  |                  |
| 2.               | What the Hell Have I | Alice in Chains                                                | 3:58             |                  |                  |                  |                  |                  |                  |
| 3.               | Angry Again          | Megadeth                                                       | 3:47             |                  |                  |                  |                  |                  |                  |
| 4.               | Real World           | Queensrÿche & Michael Kamen                                    | 4:21             |                  |                  |                  |                  |                  |                  |
| 5.               | Two Steps Behind     | Def Leppard                                                    | 4:19             |                  |                  |                  |                  |                  |                  |
| 6.               | Poison My Eyes       | Anthrax                                                        | 7:04             |                  |                  |                  |                  |                  |                  |
| 7.               | Dream On (Live)      | Aerosmith                                                      | 5:42             |                  |                  |                  |                  |                  |                  |
| 8.               | A Little Bitter      | Alice in Chains                                                | 3:53             |                  |                  |                  |                  |                  |                  |
| 9.               | Cock the Hammer      | Cypress Hill                                                   | 4:11             |                  |                  |                  |                  |                  |                  |
| 10.              | Swim                 | Fishbone                                                       | 4:13             |                  |                  |                  |                  |                  |                  |
| 11.              | Last Action Hero     | Tesla                                                          | 5:44             |                  |                  |                  |                  |                  |                  |
| 12.              | Jack and the Ripper  | Buckethead, Los Angeles Rock and Roll Ensemble & Michael Kamen | 3:43             |                  |                  |                  |                  |                  |                  |
| 54:19            |                      |                                                                |                  |                  |                  |                  |                  |                  |                  |

La chanson Big Gun d'AC/DC a été écrite spécialement pour le film, à la demande d'Arnold Schwarzenegger. Par ailleurs, il manque à cette liste de l'album officiel un titre du rappeur Jamalski, « Hangin' Tree » (version instrumentale) que l'on peut entendre lors de la scène fameuse de la visite du siège de la police de Los Angeles.

## Sortie et accueil

### Promotion
Le studio Columbia Pictures a dépensé 500 000 dollars pour que le nom du film et celui d'Arnold Schwarzenegger soient peints sur le fuselage de la fusée Conestoga 1620, conçue par un consortium privé et la NASA lors de sa promotion, avançant ainsi que ce serait « la première fois dans l'histoire de la publicité qu'un véhicule spatial est utilisé »,.
Cependant, le décollage de la fusée a été retardé, n'ayant eu lieu que deux ans après la sortie du film, le 23 octobre 1995, et s'est conclu par une explosion en vol,.

### Accueil critique
Last Action Hero reçoit un accueil critique mitigé. Sur le site agrégateur de critiques Rotten Tomatoes, le film obtient un score de 40 % d'avis favorables, sur la base de 53 critiques collectées et une note moyenne de 5 sur 10 ; le consensus du site indique : « Last Action Hero a la plupart des bons ingrédients pour une parodie [de film] d'action à gros budget, mais son ton dispersé et sa structure inégale ne font qu'ajouter à un désordre confus et chaotique ». Sur Metacritic, le film obtient une note moyenne pondérée de 44 sur 100, sur la base de 19 critiques collectées ; le consensus du site indique : « Avis mitigés ou moyens ».
En France, le site Allociné donne au film une note moyenne de 3,5/5, sur la base de 4 titres de presse. Pour le quotidien La Croix : « Last action hero est un modèle du genre, [...] le tout dans un irrésistible déferlement d’humour et de références cinéphiliques ». Le Journal du dimanche est également dans cette veine, indiquant : « Schwarzenegger a toujours aimé introduire un peu d’humour dans ses films mais jamais il n’est allé aussi loin dans l’auto-parodie et le pastiche. [...] Les clins d’œil de Last Action Hero sont [...] savoureux ». La revue Positif émet cependant quelques réserves : « Schizophrène, le film reste écartelé entre ces tensions contradictoires, et oscille sans arrêt entre la parodie échevelée et le film d'action attendu dont le suspense, pour être efficace, ne peut supporter le second degré ».

### Box-office
Le film est un échec aux États-Unis lors de sa sortie en 1993. Il ne récolte qu'environ 50 millions de dollars pour un budget de 85 millions. Le film réalise toutefois de bons scores dans le reste du monde en recueillant 137 millions de dollars, ce qui reste décevant. En France, il est le 10e meilleur film du box-office annuel. Cet échec relatif, notamment aux Etats-Unis, peut s’expliquer en partie par la sortie, une semaine plus tôt seulement, de Jurassic Park, en passe de devenir le plus gros phénomène cinématographique de l'époque.
L'échec commercial de ce film a été un coup dur pour Schwarzenegger qui était pour la première fois de sa carrière crédité comme producteur.
Au fil du temps, le film a acquis le statut de film culte,,.
| Pays ou région    | Box-office        | Date d'arrêt du box-office | Nombre de semaines |
| ----------------- | ----------------- | -------------------------- | ------------------ |
| États-Unis Canada | 50 016 394 $      | 9 septembre 1993           | 12                 |
| France            | 1 844 301 entrées | 8 septembre 1993           | 5                  |
| Total mondial     | 137 298 489 $     | -                          | -                  |

## Adaptation
En 1992, le film est adapté en jeu vidéo avec Last Action Hero, développé par Bits Studios et édité par Sony Imagesoft.

## Édition DVD
La première édition DVD du film en France contenait par erreur le doublage québécois. Il fut vite rappelé pour corriger ce défaut, et toutes les éditions suivantes contiennent le doublage français.

## Clins d’œil et références dans le film à d'autres œuvres

### Films
Last Action Hero est une sorte d'hommage au cinéma, le film faisant plusieurs références — parfois subtiles — au septième art. De nombreux films sont évoqués, mais également des acteurs et actrices (comme Humphrey Bogart, Greta Garbo, Jean Harlow, Marilyn Monroe et Harrison Ford).
Dans plusieurs scènes du film (notamment celle du vidéo-club), on peut apercevoir des affiches, des devantures de cinéma et des jaquettes de certains films, notamment : Blade Runner, Bugsy, Dracula, Le Roman d'Elvis, Calme blanc, Mad Max, Le Contrat (une erreur pour ce film), Hot Blood, The Camp on Blood Island, Apartment Zero, Screaming Mimi, La Veuve noire, Young Guns 2, Boyz N the Hood, Jason et les Argonautes, Chacal, The Doors, Fellini Roma, La Nuit des morts-vivants, Dealers et À la poursuite d'Octobre rouge (du même réalisateur que Last Action Hero, John McTiernan).
Par ailleurs, plusieurs scènes sont en elles-mêmes des références plus ou moins évidentes à d'autres films. On peut notamment citer la sortie du commissariat de Catherine Tramell (Sharon Stone) comme si elle venait de subir le célèbre interrogatoire de Basic Instinct, l’apparition fugace d'un policer (Robert Patrick), habillé comme le T-1000 de Terminator 2 : Le Jugement dernier, ou encore la référence visuelle au film E.T. l'extra-terrestre lorsque Danny passe devant la Lune avec son vélo.
Lorsque la maison de Frank explose, le vieux policier afro-américain dit « Two days to retirement! » (« À deux jours de la retraite ! »). Il s'agit d'un clin d’œil au personnage de Roger Murtaugh (Danny Glover) dans la saga L'Arme fatale. On peut d'ailleurs entendre brièvement le thème musical du premier film de la saga à ce moment, composé par Michael Kamen (également à l’œuvre sur la bande originale de Last Action Hero).
Le chat de dessin-animé présent dans le commissariat est un hommage à Roger Rabbit, tandis que le policier déguisé en rabbin est lui un clin d'œil à Al Pacino, déguisé lui aussi, dans Serpico.
Lorsque Danny est de retour dans sa vie originelle et présente Jack Slater à sa mère, on peut voir que le numéro de l'appartement où ils résident est le « 3 D », une indication rappelant que l'action, à ce moment précis, se déroule bien dans le monde réel en trois dimensions (3D) et non plus dans le film Jack Slater, en deux dimensions (2D). Dans cette même scène, lorsque Danny et Slater sont dans la cuisine pour le petit déjeuner, Danny évoque sa collaboration avec Jack comme s'il était l'enfant du film Witness.
Quand Danny insiste pour que Jack Slater vérifie si Benedict est bien mort, il lui rappelle que dans le film Piège de cristal, le pendu qu'on croyait mort (Karl Vreski) est revenu à la fin. On peut d'ailleurs entendre brièvement le thème musical de Piège de cristal à ce moment, également composé par Michael Kamen. Autre référence à cet autre film du réalisateur John McTiernan : lors de la scène où Jack Slater tombe d'un immeuble au ralenti, c'est un clin d'œil à la chute de Hans Gruber (Alan Rickman) dans Piège de cristal. Par ailleurs, au tout début du film, quand le personnage de l’Éventreur est sur le toit de l'école, le chef de Jack Slater, le lieutenant Dekker, fait référence à une « épouvantable nuit pour un Noël ». Il s'agit d'un autre clin d’œil à Piège de cristal où l'action se déroule elle aussi durant le réveillon de Noël.
Quand Danny raconte à Jack Slater que l'ami de ce dernier, « John Persévère » (John Practice en VO), a tué « Moe » Zart, il s'agit d'une référence au film Amadeus (1984) de Milos Forman dans lequel l'interprète de John Persévère, F. Murray Abraham, incarne le rôle d'Antonio Salieri, le rival de Mozart. Une autre référence à la musique classique est faite à travers le personnage joué par Anthony Quinn, Tony Vivaldi.
Le dernier affrontement entre Benedict et Slater, sur le toit d'un immeuble des années 1940 sous la pluie, éclairé par une enseigne au néon, n'est pas sans rappeler la scène identique de Blade Runner.
Au cours du film, le personnage de Jack Slater ironise à plusieurs reprises sur le nom de l'acteur hollywoodien dont il est la copie conforme (Arnold Schwarzenegger) en écorchant son nom ; par exemple, en le nommant (en VO) « Arnold Braunschweiger ». Le mot « schwarz » et le mot « braun » signifient respectivement « noir » et « marron » en allemand. De plus, Braunschweiger (en) est aussi le nom d'un type de saucisse en Allemagne mais également en Autriche, pays natal de Schwarzenegger. Ces répliques sont donc une totale auto-dérision de la part de l'acteur,.

### Acteurs et personnalités
Lorsque, dans la salle du cinéma Pandora, démarre le film Jack Slater IV, on peut voir sur le générique de celui-ci que le film est réalisé par « Franco Columbu ». Franco Columbu est en réalité un bodybuilder italien, ami d'Arnold Schwarzenegger et avec qui il a partagé l'affiche de Pumping Iron, Conan le Barbare et Terminator,.
Dans le film, l'acteur Ian McKellen incarne le personnage de la Mort qui apparaissait dans le film Le Septième Sceau (1957) d'Ingmar Bergman. C'est en réalité Bengt Ekerot qui l'incarnait dans ce film.
L'enseignante de Danny qui propose à sa classe de voir le film Hamlet (1948) de (et avec) Laurence Olivier, est incarnée par l'actrice Joan Plowright. Celle-ci est la troisième et dernière épouse de Laurence Olivier. Au cours de la scène, elle ironise en disant à ses élèves qu'ils connaissent peut-être Olivier pour son rôle de Zeus dans Le Choc des Titans (1981) ou pour son apparition dans une publicité de la marque Polaroid.
Dans le film, l'acteur James Belushi apparaît lors d'une scène où il affirme ne pas être fan de Schwarzenegger ; les deux acteurs ont en réalité précédemment joué dans Double Détente (1988) et rejoueront plus tard dans La Course au jouet (1996). L'acteur Jean-Claude Van Damme fait aussi une brève apparition dans le film ; il rejouera avec Schwarzenegger dans Expendables 2 : Unité spéciale (2012), mais sans faire la moindre scène commune dans les deux films. En revanche, Schwarzenegger et l'acteur Professor Tanaka (en) avaient joué ensemble dans le film Running Man (1987). Enfin, le chanteur Little Richard fait lui aussi une apparition au micro d'une journaliste dans le film.
Pour prouver à Jack Slater qu'ils sont dans un film, Danny l'emmène dans un vidéo-club. Il y découvre alors avec désarroi que Sylvester Stallone (dont la photo est issue du film Cliffhanger) est sur l'affiche du film Terminator 2 : Le Jugement dernier (1991) à la place de Schwarzenegger, incarnant ainsi dans cette réalité le célèbre Terminator à sa place. Plus tard, Sylvester Stallone fera à son tour un clin d’œil à Arnold Schwarzenegger en faisant de lui le président des États-Unis dans le futur du film Demolition Man (1993).
Schwarzenegger a personnellement contacté le groupe de musique AC/DC en leur demandant de faire partie de la bande originale du film. Le groupe a de fait composé et créé une nouvelle musique tout spécialement pour le film (le morceau Big Gun), celle-ci devenant ainsi la musique principale du film,.

### Marque fictive
Dans le film, de nombreuses références sont faites à la marque fictive de l'univers Looney Tunes, la compagnie ACME.
Tout d'abord sur une caisse d'explosifs, lors de la scène de poursuite puis sur un camion de glaces (« ACME Ice Cream ») ainsi que sur une pile de cartons (« ACME Storage Center »). Plus tard, un vidéo-club porte l'inscription « ACME Video » sur sa porte d'entrée ; on peut lire « ACME Construction » sur la grue de chantier dans la scène sur le toit de l'hôtel. Enfin, chose étrange, une enseigne « ACME » apparaît dans le monde réel, lors de la scène où Danny est rattrapé par Jack, après que l'éventreur l'a jeté du toit.

## Autour du film
Le film semble au premier abord comporter des incohérences : lorsque la Mort du Septième Sceau touche un passant dans une rue de New York dans le « monde réel », celui-ci agonise peu après. Plus tard, elle affirme que Danny figure sur une de ses listes. Or, si Jack Slater perd ses facultés dans le monde réel, il est donc impossible que la Mort puisse garder les siennes. C'est l'un des indices laissé par le film pour faire comprendre au spectateur que la réalité de Danny est aussi un film, et non notre monde réel. Comme le fait que Jack Slater arrive à arracher une porte d'un taxi, qu'il tombe par hasard sur le méchant Benedict (qui a laissé un indice comme tout bon méchant qui se respecte, comme mentionné quelques secondes avant par Slater). On peut aussi voir la marque ACME dans le monde de Danny lorsqu'il est sauvé d'une chute par Slater.
La fille de Jack Slater, Whitney, est montrée comme étant jouée par Meredith Caprice dans le monde de Danny. Or, elle est en réalité jouée par Bridgette Wilson, prouvant encore une fois que le monde de Danny n'est pas notre réalité.
Bien que le monde de Danny soit plus sombre, il est l'archétype des films d'action à l'ambiance glauque des années 1980, comme Terminator. Le monde de Slater serait lui une représentation des films d'action des années 1990, plus rutilants, à la Terminator 2 : Le Jugement dernier (une des scènes de course-poursuite sautant d'un pont est reprise dans la réalité de Jack Slater). Ainsi, même dans le monde de Danny, les méchants ne peuvent pas gagner et ils font toujours de longs discours pour expliquer leurs plans.
Par ailleurs, dans le monde de Jack Slater, Benedict porte un œil de verre. Pourtant, lorsqu'il le retire en rentrant de son opération chez Whitney, il dévoile un œil gauche normal. Il est donc impossible qu'il puisse porter un œil de verre. Bien que le monde fictif de Slater comporte des exagérations physiques ou logiques, Benedict est censé porter une lentille.
On peut également observer trois faux raccords dans le film :
- lorsque Jack Slater, face à Benedict à l'entrée de la propriété de Vivaldi, allume son cigare, celui-ci semble avoir déjà été entamé (l'extrémité comporte une couche de cendres). Au changement de plan, le cigare n'a soudainement plus de cendres à son extrémité ;
- lorsque Jack est suspendu de ses fonctions et débarrasse son bureau au poste de police, il a encore ses vêtements sales (à la suite de l'explosion de la maison de son ex-femme). Peu après, quand il rentre chez lui avec Danny, il apparaît propre et bien coiffé ;
- lors de la scène des funérailles de Leo, le premier plan montre que le corps dépasse un peu du cercueil. Sur le plan panoramique suivant, le corps apparaît bien disposé, dans le fond du cercueil.

Dans la version française du film, on peut entendre la voix du comédien Mario Santini sur pas moins de quatre personnages : l'agent de police mourant à deux jours de la retraite, l'homme de main de Benedict sortant les faux billets du tiroir, l'agent de police récupérant l'œil de verre piégé de Benedict et enfin l'agent de Tom Noonan.
Le mafieux dont on célèbre les funérailles dans le film s'appelle en VF "Leo Zeprout" ("Leo Thefart" en VO) et de multiples et discrètes allusions aux flatulences sont faites durant cette scène, notamment le fait que le corps est piégé avec du gaz toxique, qu'il faut prendre "l'entrée de service" pour y accéder, qu'il faut tirer sur son doigt pour amorcer le piège et que son déclenchement est "silencieux, mais mortel" (le bruit de l'explosion étant sans équivoque).

## Projet de suite
En 2019, au moment de la sortie du film Terminator: Dark Fate, l'acteur Arnold Schwarzenegger exprime son envie de reprendre deux de ses rôles précédents : celui de Harry Tasker de True Lies (1994) et Jack Slater de Last Action Hero.

#### Œuvres similaires
- Barbelune, un roman de 1947 d'Aimé Blanc dans lequel un écrivain écrit un roman concernant les aventures d'un « garçon de mauvaise vie », Ernest, qui sort du roman et envisage de tuer son « père littéraire ».
- Redshirts : Au mépris du danger, un roman de 2012 de John Scalzi dans lequel des hommes d'équipage d'un vaisseau spatial du XXIVe siècle découvrent que leurs aventures spatiales sont en réalité liées à une série de science-fiction du XXIe siècle.
- Galaxy Quest (1999), un film américain réalisé par Dean Parisot dans lequel des acteurs d'une série de science-fiction sont pris pour de vrais aventuriers de l’espace par des extraterrestres ; ce faisant, ils deviennent vraiment des aventuriers de l'espace.